# Pisos de Can Verdaguer
Els pisos de Can Verdaguer són un edifici d'Anglès inclòs a l'Inventari del Patrimoni Arquitectònic de Catalunya.

## Descripció
Es tracta d'un edifici que consta de planta baixa i dos pisos i que fa cantonada comunicant immediatament amb el carrer d'Avall.
La façana principal, que dona al carrer major, està estructurada en tres parts. Tot i això, en els tres sectors s'ha reproduït el mateix efecte, és a dir un fals aparell encoixinat imitant els carreus de pedra regulars.
A la planta baixa hi trobem dues obertures, de les quals destaca el portal d'accés rectangular. Cobert per una estructura d'enreixat a la part superior, en la qual es perfilen unes inicials -FP- i la data de 1882.
El primer i segon pis, separats per una franja o faixa motllurada que marca la divisió entre ambdós, han estat resolts amb el mateix plantejament formal, consistent en: dues obertures rectangulars per pis, emmarcades em pedra i projectades com a balconades amb una barana de ferro forjat.
Ara bé, difereixen en diversos elements i aspectes: per una banda, les obertures del primer pis són sensiblement majors - que les del segon pis- i estan coronades per dues mènsules les quals sustenten les dues grans balconades del pis superior. Entremig d'aquestes mènsules s'han reproduït uns relleus de guix o terra cuita on hi apareixen motius vegetals envoltant bustos humans -a la dreta un noi i a l'esquerra una noia, la qual queda denotada per la llarga cabellera-. Mentre que per l'altra, les baranes de ferro forjat del primer pis han estat més reeixides i treballades en comparació amb les del pis superior, les quals són més senzilles i austeres. Els cantells rodons i els motius esvelts i graciosos i les formes ben perfilades així ho acrediten.
Finalment l'edifici està coronat per una cornisa, la qual abasta un fris corregut, però només a la façana que dona al carrer major mentre que en la part de la cantonada es talla. Un fris d'altra banda, que aglutina tota una sèrie de motius circulars en baix relleu. Per sobre trobem una balustrada, en els extrems de la qual s'han ubicat uns motius en forma de gerres decoratives.

## Història
Aquest immoble és realment important no tant per les seves propietats arquitectòniques, de les quals cal destacar les balconades i les decoracions de ferro forjat, sinó sobretot per la seva història.
En aquesta residència va passar la seva infància Remedios Varo, que posteriorment acabarà convertint-se en una gran pintora surrealista. Tot i no gaudir de la gran difusió d'artistes com Dalí, molts experts en art contemporani, després d'analitzar profundament la seva obra, han arribat a la conclusió que el seu art és d'una notable qualitat i interés. L'artista va passar la seva infància a la vila, ja que el seu pare, Rodrigo de Varo, era un important enginyer que va treballar en la vila d'Anglès. Remedios Varo va deixar plasmada en la seva pintura alguns dels llocs més representatius de la vila d'Anglès, com ara alguns punts de la fàbrica Burés.
En l'actualitat el govern espanyol es troba en disputes i litigis judicials amb el seu homònim mexicà, lloc on va emigrar durant la Guerra Civil, per la custòdia i tutela de la seva obra.